# Gölasjön
För andra betydelser, se Gölasjön (olika betydelser).
Gölasjön är en sjö i Ljungby kommun i Småland och ingår i Helge ås huvudavrinningsområde. Sjön är 4,2 meter djup, har en yta på 0,0721 kvadratkilometer och är belägen 166,3 meter över havet. Vid provfiske har abborre och gädda fångats i sjön.

## Delavrinningsområde
Gölasjön ingår i det delavrinningsområde (630211-140623) som SMHI kallar för Utloppet av Tjurken. Medelhöjden är 177 meter över havet och ytan är 34,32 kvadratkilometer. Det finns ett avrinningsområde uppströms, och räknas det in blir den ackumulerade arean 67,13 kvadratkilometer. Lilla Helge å (Granhultsån) som avvattnar avrinningsområdet har biflödesordning 2, vilket innebär att vattnet flödar genom totalt 2 vattendrag innan det når havet efter 169 kilometer. Avrinningsområdet består mestadels av skog (76 procent). Avrinningsområdet har 6,66 kvadratkilometer vattenytor vilket ger det en sjöprocent på 19,4 procent.